# Öreghegy
Öreghegy Zalacsány község lakatlan településrésze.

## Fekvése
Öreghegy községrész Zalacsány és Bókaháza között terül el. Közigazgatásilag Zalacsányhoz tartozik, annak külterülete.
Zalacsány község központjától számítva mintegy 2 kilométerre délre fekszik, közúti elérését egy, a 7352-es útból nyugat felé kiágazó önkormányzati út biztosítja.

## Jellege
Jellegét tekintve külterület lakóegység és népesség nélkül.

## Látnivalók
- Szőllőspuszta